# BMC Tournament 1973
Il BMC Tournament 1973 è stato un torneo di tennis giocato sul sintetico indoor È stata la 3ª edizione del torneo, che fa parte del Virginia Slims Circuit 1973. Si è giocato a Los Angeles negli Stati Uniti, dal 23 al 27 gennaio 1973.

## Campionesse

### Singolare
Margaret Court ha battuto in finale  Nancy Richey Gunter con il punteggio di 7–5, 6–7, 7–5

### Doppio
Rosemary Casals /  Julie Heldman hanno battuto in finale  Margaret Court /  Lesley Hunt per walkover